# Turnhoutsepoort

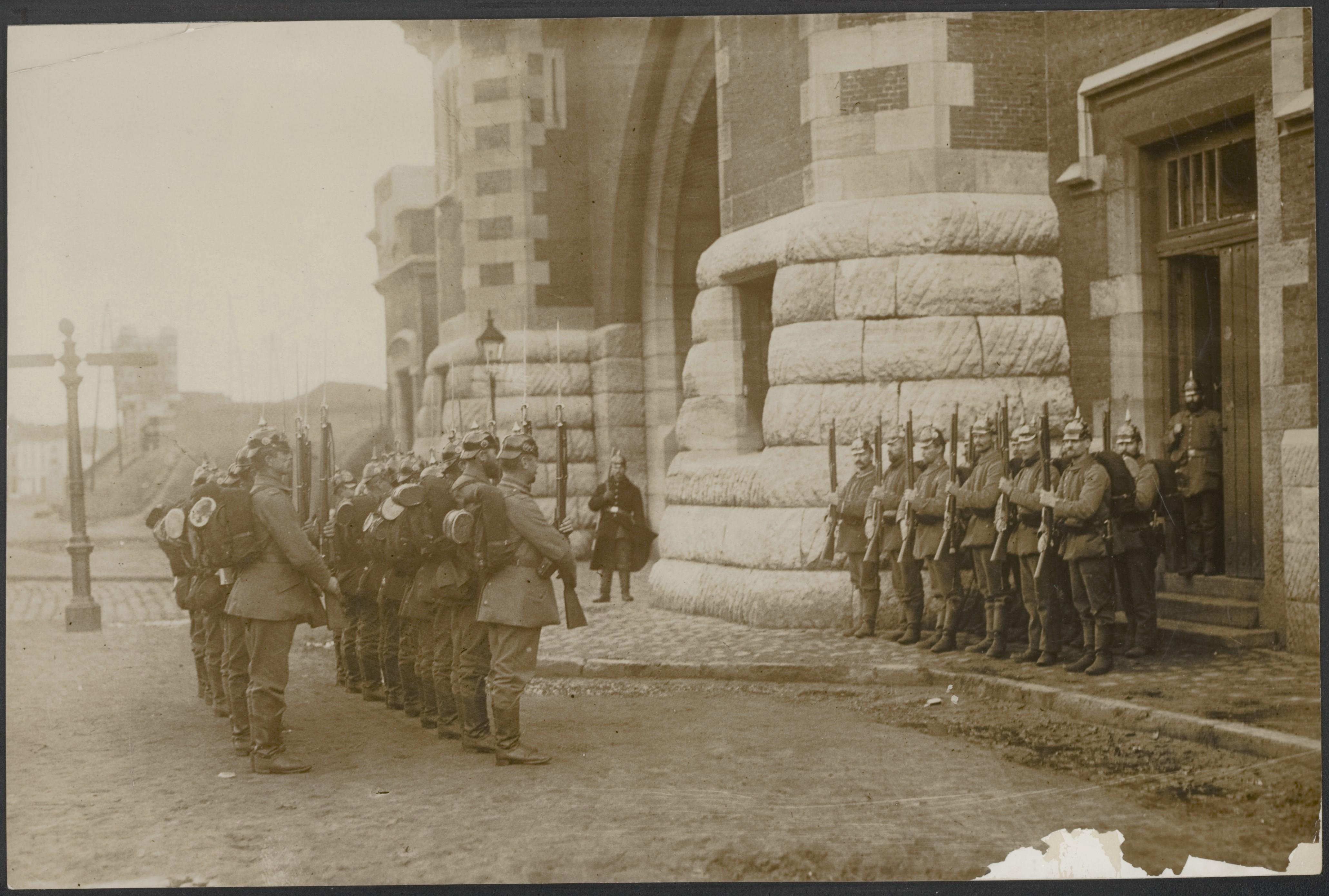
Duitse soldaten presenteren het geweer vóór de Turnhoutse poort (1914)

De Turnhoutsepoort was een in 1864 door architect Felix Pauwels ontworpen en onder Brialmont gebouwde en in 1931 gesloopte poort in de Stelling van Antwerpen die Borgerhout via de Turnhoutsebaan en een brug over de Schijn met het centrum van Deurne verbond. Zij vormde in haar neogotische bouwstijl met de Herentalsepoort een tweelingpoort. Tussen beide poorten lag de naar de hoek van de fronten 5 en 6 genoemde batterij 5/6. Een naburig station van de buurtspoorwegen was naar deze poort genoemd. In de buurt lag het voormalige station Borgerhout en ligt een spookstation van de premetro Foorplein. Ook het huidig kruispunt van de Turnhoutsebaan met de Noordersingel, een onderdeel van de Singel R10, wordt naar deze poort genoemd.